# Tito Gómez (chanteur portoricain)
Pour les articles homonymes, voir Tito Gómez et Gomez.
Tito Gómez, nom de scène de Luis Alberto Gómez, né le 9 avril 1948 à Juana Díaz (Porto Rico) et mort le 11 juin 2007 à Cali (Colombie), est un chanteur de salsa portoricain.

## Biographie
En 1963, Tito Gómez est le chanteur du Conjunto Antoanetti. Il rejoint ensuite La Sonora Ponceña dont il est l'un des chanteurs leaders en 1967. En 1973, le groupe se scinde, des musiciens partant créer le groupe La Terrifica. Peu après, Tito Gómez rejoint le groupe de Ray Barretto où chante aussi Ruben Blades. L'année suivante, il rejoint à nouveau La Sonora Ponceña pour deux ans. Puis il rejoint au Venezuela La Amistad, un groupe éphémère issu de La Dimension Latina. En 1982, il retourne à Porto Rico chanter en solo.
En 1985, il rejoint en Colombie le Grupo Niche où il reste huit ans avant de continuer en solo.
En 2000, accusé de transporter des faux billets, il est emprisonné dans une prison fédérale. Il recommence à chanter en 2004.
Il meurt le 11 juin 2007 à Cali (Colombie) d'une crise cardiaque lors d'une tournée avec Grupo Niche.

## Discographie
Il se rend en solo au début des années 1990 et réalise sept albums en neuf ans pour les productions musicales basées à Miami. Son premier film, Un Nuevo Horizonte, inclut un tube "Dejala" mettant en vedette Tito Rojas.